# Trzeszczany (Hrubieszów)
Pour les articles homonymes, voir Trzeszczany.
Trzeszczany (prononciation : [tʂɛʂˈt͡ʂanɨ]) est un village polonais de la gmina de Trzeszczany dans le powiat de Hrubieszów de la voïvodie de Lublin dans l'est de la Pologne.
Le village est le siège administratif (chef-lieu) de la gmina appelée gmina de Trzeszczany .
Il se situe à environ 11 kilomètres à l'ouest de Hrubieszów (siège du powiat) et 95 kilomètres au sud-est de Lublin (capitale de la voïvodie).
Le village comptait approximativement une population de 655 habitants en 2008.

## Histoire
De 1975 à 1998, le village est attaché administrativement à la voïvodie de Zamość.

Depuis 1999, il fait partie de la voïvodie de Lublin.